# Oskar Olsen
Oskar Olsen   (Oslo, 17 d'octubre de 1897 - Oslo, 28 de desembre de 1956) va ser patinador de velocitat sobre gel noruec que va competir durant la dècada del 1920.
El 1924 va prendre part en els Jocs Olímpics de Chamonix, on disputà dues proves del programa de patinatge de velocitat. Guanyà la medalla de plata en la prova dels 500 metres, mentre en la dels 1.500 metres fou sisè. Quatre anys més tard, als Jocs de Sankt Moritz fou novè en la prova dels 500 metres.
El 1924 i 1925 guanyà la medalla de bronze al Campionat d'Europa de patinatge de velocitat sobre gel.